# Dobelice
Dobelice är en ort i Tjeckien.   Den ligger i regionen Södra Mähren, i den sydöstra delen av landet, 180 km sydost om huvudstaden Prag. Dobelice ligger 257 meter över havet och antalet invånare är 273.
Terrängen runt Dobelice är platt åt sydväst, men åt nordost är den kuperad.Runt Dobelice är det ganska tätbefolkat, med 78 invånare per kvadratkilometer. Närmaste större samhälle är Moravský Krumlov, 4,3 km nordost om Dobelice. Trakten runt Dobelice består till största delen av jordbruksmark.